# Carla Badiali
Carla Badiali (Novedrate, 9 novembre 1907 – Como, 7 febbraio 1992) è stata una pittrice italiana.

## Biografia
Nata a Novedrate, frequenta le scuole in Francia dove la famiglia si trasferisce per lavoro. Qui studia anche pittura e musica. Rientrata in Italia, a Como, frequenta l'Istituto tecnico-industriale per la lavorazione della seta.
Conosce Manlio Rho suo professore di disegno che la introduce nel gruppo degli astrattisti comaschi. La partecipazione a questo gruppo rappresenta l'esperienza artistica fondamentale della sua formazione che la orienta alla pittura astratta. Per tutta la vita Carla Badiali opera in due ambiti di attività: il design di stoffe e tessuti, prevalentemente per le aziende e i setifici comaschi, e la pittura ad olio. Espone per la prima volta con gli astrattisti comaschi nel 1936 alla Mostra della pittura moderna italiana alla Villa Olmo di Como.
Nel 1940 sottoscrive il Manifesto del gruppo primordiali futuristi Sant'Elia e a partire da questa presa di posizione partecipa a numerose mostre ed esposizioni con questo gruppo di artisti.
Nei successivi anni di guerra, accantona l'attività artistica per l'attività antifascista. Oltre ad attività organizzative è impegnata nella falsificazione di documenti d'identità per favorire la copertura e l'espatrio di attivisti. 
Viene arrestata nel 1945 e rinchiusa nel carcere di San Vittore di Milano per un breve periodo.
Dopo la Liberazione riprende a lavorare nel campo del design del tessuto progettando tessuti per numerose case di moda italiane e straniere (Chanel, Dior, Givenchy) e producendo disegni per tessuti per la casa e per l'arredo. A partire dal 1951 riprende anche la sua partecipazione a mostre d'arte ed esposizioni.
Nel 2007, nel centenario della nascita dell'artista, la Fondazione Antonio Ratti di Como, ha realizzato una mostra retrospettiva dell'attività nel campo del design di tessuti, esponendo disegni originali, prove di stampa e tessuti, prevalentemente sete, realizzati dagli anni 20 agli anni 50 dall'artista per le industrie comasche.

## Esposizioni e mostre
- 1936 -  Mostra della pittura moderna italiana  - a Villa Olmo di Como
- 1939 -  Terza Quadriennale di Roma.
- 1941 -  Terza Mostra del Sindacato nazionale di belle arti  -  Palazzo dell'Arte di Milano
- 1942 -  XXIII Biennale di Venezia   (espone 3 opere intitolate ‘Dinamismo astratto’)
- 1943 -  IV Quadriennale di Roma.
- 1951 -  Mostra storica sull'Astrattismo -  Galleria Bompiani di Milano
- 1966 -  Biennale di Venezia nell'esposizione ‘Aspetti del primo astrattismo italiano’.
- 1989 -  Retrospettiva degli astrattisti comaschi -  Como
- 1990 -  Mostra antologica, organizzata dal Comune di Como

## Carla Badiali nei musei
- MACC, Calasetta
- Museo del Novecento, Milano (composizione n.128)